# Francis Mbome
Francis Mbome, all'anagrafe Francisco Duclair Mbome Mbome (Yaoundé, 30 novembre 1988), è un ex calciatore camerunese naturalizzato equatoguineano, di ruolo centrocampista.

## Carriera

### Nazionale
Tra il 2008 e il 2011 ha giocato 8 partite con la nazionale equatoguineana.

## Statistiche

### Cronologia presenze e reti in nazionale
| Cronologia completa delle presenze e delle reti in nazionale ― Guinea Equatoriale | Cronologia completa delle presenze e delle reti in nazionale ― Guinea Equatoriale | Cronologia completa delle presenze e delle reti in nazionale ― Guinea Equatoriale | Cronologia completa delle presenze e delle reti in nazionale ― Guinea Equatoriale | Cronologia completa delle presenze e delle reti in nazionale ― Guinea Equatoriale | Cronologia completa delle presenze e delle reti in nazionale ― Guinea Equatoriale | Cronologia completa delle presenze e delle reti in nazionale ― Guinea Equatoriale | Cronologia completa delle presenze e delle reti in nazionale ― Guinea Equatoriale |
| Data                                                                              | Città                                                                             | In casa                                                                           | Risultato                                                                         | Ospiti                                                                            | Competizione                                                                      | Reti                                                                              | Note                                                                              |
| --------------------------------------------------------------------------------- | --------------------------------------------------------------------------------- | --------------------------------------------------------------------------------- | --------------------------------------------------------------------------------- | --------------------------------------------------------------------------------- | --------------------------------------------------------------------------------- | --------------------------------------------------------------------------------- | --------------------------------------------------------------------------------- |
| 1-6-2008                                                                          | Malabo                                                                            | Guinea Equatoriale                                                                | 2 – 0                                                                             | Sierra Leone                                                                      | Qual. Mondiali 2010                                                               | -                                                                                 |                                                                                   |
| 7-6-2008                                                                          | Pretoria                                                                          | Sudafrica                                                                         | 4 – 1                                                                             | Guinea Equatoriale                                                                | Qual. Mondiali 2010                                                               | -                                                                                 |                                                                                   |
| 15-6-2008                                                                         | Malabo                                                                            | Guinea Equatoriale                                                                | 0 – 1                                                                             | Nigeria                                                                           | Qual. Mondiali 2010                                                               | -                                                                                 |                                                                                   |
| 21-6-2008                                                                         | Abuja                                                                             | Nigeria                                                                           | 2 – 0                                                                             | Guinea Equatoriale                                                                | Qual. Mondiali 2010                                                               | -                                                                                 |                                                                                   |
| 6-9-2008                                                                          | Freetown                                                                          | Sierra Leone                                                                      | 2 – 1                                                                             | Guinea Equatoriale                                                                | Qual. Mondiali 2010                                                               | -                                                                                 |                                                                                   |
| 11-10-2008                                                                        | Malabo                                                                            | Guinea Equatoriale                                                                | 0 – 1                                                                             | Sudafrica                                                                         | Qual. Mondiali 2010                                                               | -                                                                                 |                                                                                   |
| 28-3-2009                                                                         | Espargos                                                                          | Capo Verde                                                                        | 5 – 0                                                                             | Guinea Equatoriale                                                                | Amichevole                                                                        | -                                                                                 |                                                                                   |
| 29-3-2011                                                                         | Malabo                                                                            | Guinea Equatoriale                                                                | 1 – 0                                                                             | Gambia                                                                            | Amichevole                                                                        | -                                                                                 |                                                                                   |
| Totale                                                                            |                                                                                   | Presenze                                                                          | 8                                                                                 |                                                                                   | Reti                                                                              | 0                                                                                 |                                                                                   |